# هايلي جونز (دراج)
هايلي جونز (بالإنجليزية: Hayley Jones) هي درّاجة بريطانية محترفة وُلِدت في 26 سبتمبر 1995 في ويلز. عُرفت بإنجازاتها المميزة في سباقات الدراجات على المضمار، خاصة خلال فئة الناشئين.

## مسيرتها الرياضية
حققت جونز شهرة كبيرة عندما كانت ضمن الفريق البريطاني للناشئين الذي فاز ببطولة العالم في سباق المطاردة الجماعي عام 2013، مسجلين رقمًا قياسيًا عالميًا جديدًا. كانت جزءًا من الجيل البريطاني الصاعد الذي ساهم في استمرار تفوق بريطانيا في رياضة الدراجات العالمية.
كما شاركت في عدة مسابقات أوروبية وعالمية، ومثّلت ويلز في دورة ألعاب الكومنولث 2014.

## أبرز الإنجازات
- ذهبية بطولة العالم للناشئين في سباق المطاردة الجماعي (2013).
- تمثيل ويلز في ألعاب الكومنولث (2014).
- الفوز بعدة ألقاب وطنية ضمن بطولات بريطانيا لسباقات المضمار.

## إرثها
تُعتبر هايلي جونز من أبرز المواهب البريطانية في سباقات الدراجات خلال فترة الشباب، وساعدت في تمهيد الطريق لجيل جديد من الدراجات البريطانيات في سباقات المضمار.